# Paraplatypeza triangulata
Paraplatypeza triangulata är en tvåvingeart som beskrevs av Shatalkin 1982. Paraplatypeza triangulata ingår i släktet Paraplatypeza och familjen svampflugor. Inga underarter finns listade i Catalogue of Life.